# Gut Hungenbach

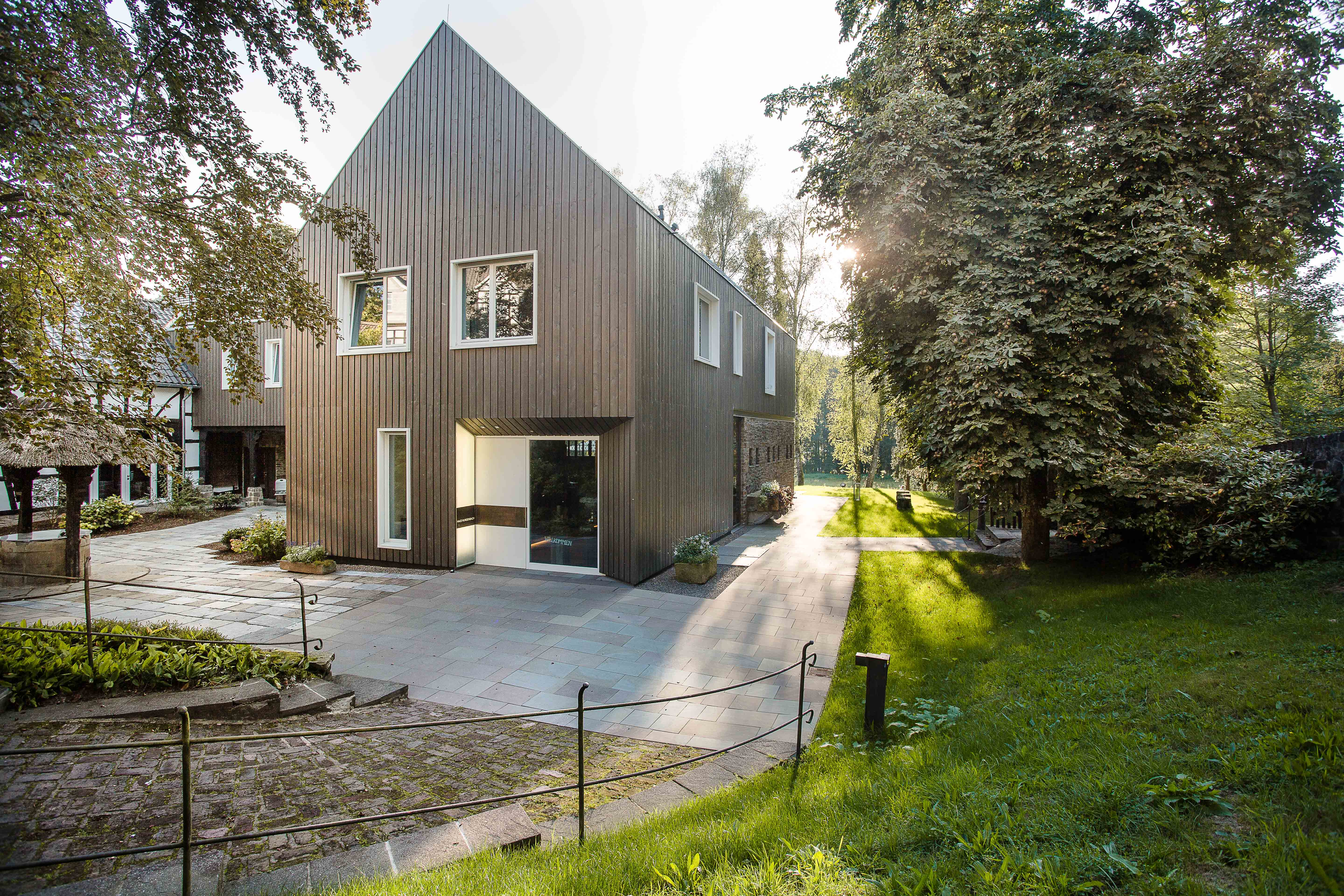
Das wiederaufgebaute Haupthaus

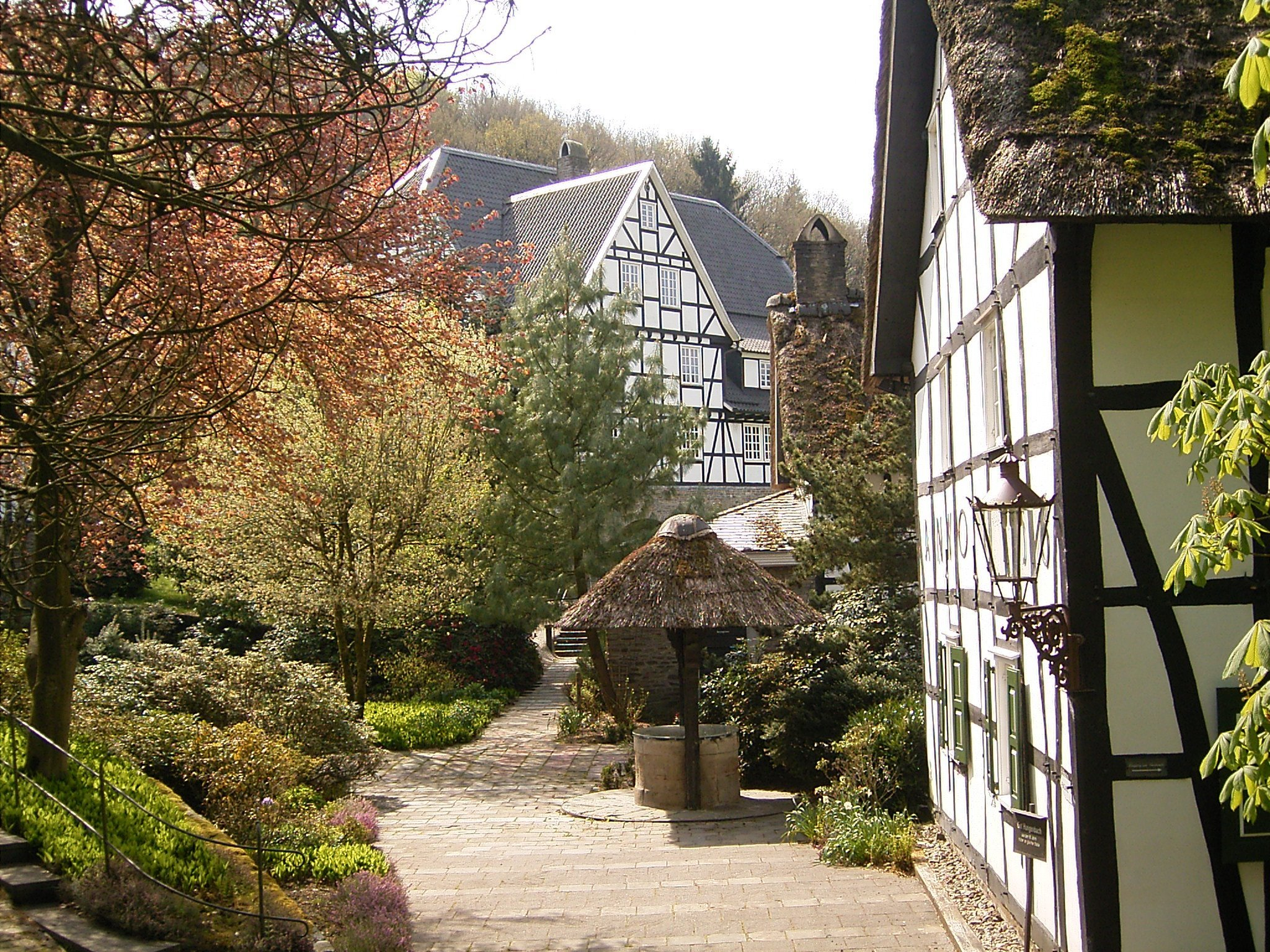
Fachwerkhäuser auf Gut Hungenbach

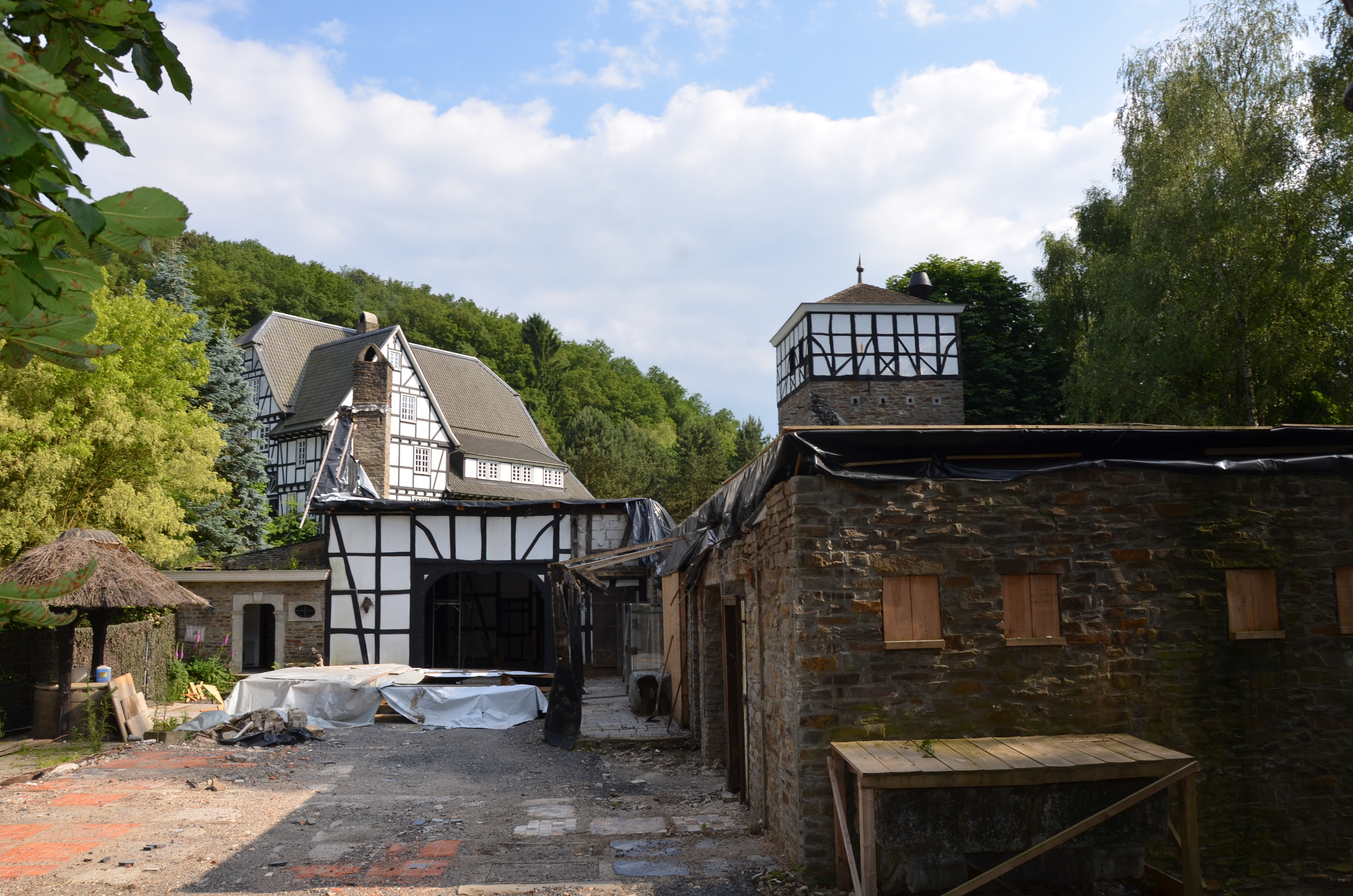
Nach dem Brand im Jahre 2013

Gut Hungenbach ist eine Hotel-, Tagungs- und Eventlocation im Ortsteil Hungenbach von Kürten. Es besteht aus einem Gebäudeensemble von einem Gebäude aus dem 18. Jahrhundert sowie Fachwerkhäusern, die hierher transloziert wurden, um sie so zu erhalten. Das Gebäudeensemble wird auch als Freilichtmuseum bezeichnet.
Hierzu zählen ein Wohngebäude aus dem Haus Varresbeck, das einem Straßenausbau weichen musste, und das Wohnhaus von Johann Heinrich Jung-Stilling, das vor einem Talsperrenbau gerettet wurde. Die Besitzerin Hildegard von Fragstein wurde 1977 als erste Frau unter den Preisträgern mit dem Rheinlandtaler geehrt.
Anfang April 2013 brach ein Brand aus, durch den das Gebäude „Haus Hungenbach“, in dem sich unter anderem das Restaurant befand, komplett zerstört wurde. Im Juni 2013 konnte das Restaurant im „Haus Varresbeck“ wiedereröffnet werden.